# Wegnershof (Randowtal)
Wegnershof ist ein Wohnplatz im Ortsteil Schmölln der Gemeinde Randowtal des Amtes Gramzow im Landkreis Uckermark in Brandenburg.

## Geographie
Der Ort liegt drei Kilometer nördlich von Schmölln. Die Nachbarorte sind Albrechtshof im Nordosten, Schwaneberg im Osten, Schmölln im Süden, Eickstedt, Eickstedt Ausbau und Rollberg im Südwesten, Vogelsang im Westen sowie Wallmow im Nordwesten.